# Junta de Recursos del Aire de California
La Junta de Recursos del Aire de California (Inglés: "California Air Resources Board"), popularmente conocida como CARB por sus siglas en inglés, es una autarquía adscrita a la Agencia de Protección Ambiental de California y es el órgano público dentro del gobierno de California responsable por la vigilar y mantener la calidad del aire en niveles saludables en todo el estado. Tiene como función proteger al público de la exposición a contaminantes del aire tóxico, y crear políticas y regulaciones innovadoras para hacer cumplir las regulaciones relativas a la contaminación del aire.
La agencia fue creada en 1967 durante la administración del gobernador Ronald Reagan por medio de la ley Mulford-Carrell e implicó la fusión de la Oficina de Saneamiento del Aire y de la Junta de Control de la Contaminación de los Vehículos Automotores. California es el único estado de la unión al cual le es permitido contar con una agencia de este tipo y emitir sus propios estándares para regular la contaminación del aire, ya que contaba con esas facultades legales antes de la aprobación del Acta del Aire Limpio en el ámbito federal. Otros estados pueden seguir los estándares establecidos por CARB siempre que no sean inferiores a los estándares federales, pero no pueden establecer sus propios estándares.
Entre los programas más recientes e innovadores administrados por CARB están el Mandato del Vehículo de Cero Emisiones que inició desde 1990; el programa para el desarrollo del Estándar de Combustibles Bajos en Carbono, cuya meta es reducir las emisiones de carbono provenientes del transporte en por lo menos un 10% hasta el año 2020; y el mandato del Acta de Soluciones para el Calentamiento Global de 2007, que la encargó de desarrollar e implantar un sistema de comercio de derechos de emisión de gases de efecto invernadero para garantizar que las emisiones en el estado se reduzcan al nivel que tenían en 1990 antes del año 2020.